# Sadao Nakajima
Sadao Nakajima (中島貞夫, Nakajima Sadao), né le 8 août 1934 et mort le 11 juin 2023, est un  scénariste et réalisateur japonais connu pour ses films de yakuza et jidaigeki.

## Biographie
Né dans la préfecture de Chiba, Sadao Nakajima fréquente le lycée d’Hibiya puis l'Université de Tokyo avant de rejoindre les studios Tōei en 1959.
Au cours de son apprentissage aux studios de la Tōei à Kyoto, il est assistant réalisateur auprès de cinéastes tels que Masahiro Makino, Tadashi Imai et Tomotaka Tasaka. Il fait ses débuts à la réalisation en 1964 et remporte le prix des nouveaux réalisateurs de la Directors Guild of Japan en 1966 pour Yakuza (893) gurentai, premier gendaigeki tourné aux studios de la Tōei à Kyoto,. Il réalise des séries de films populaires comme Kogarashi Monjirō et Nihon no don, et travaille aussi pour la télévision.
Son film Seburi monogatari de 1985 est en lice au 35e festival international de cinéma de Berlin. De 1987 à 2008, il est professeur à l'Université des arts d'Osaka.
Sadao Nakajima a réalisé plus de 60 films et écrit plus de 50 scénarios dans sa carrière.
Il meurt à l'âge de 88 ans d'une pneumonie le 11 juin 2023.

## Filmographie

### Comme réalisateur
La mention « +scénariste » indique que Sadao Nakajima est aussi auteur du scénario.

#### Cinéma
- 1964 : Kunoichi ninpō (くノ一忍法?) +scénariste
- 1964 : Kunoichi keshō (くノ一化粧?) +scénariste
- 1966 : Hatamoto yakuza (旗本やくざ?) +scénariste
- 1966 : Yakuza (893) gurentai (893愚連隊?) +scénariste
- 1966 : Otoko no shōbu (男の勝負?) +scénariste
- 1966 : Ninkyō yawara ichidai (任侠柔一代?) +scénariste
- 1967 : Ā dōki no sakura (あゝ同期の桜?) +scénariste
- 1967 : Ō-oku maruhi monogatari (大奥（秘）物語?)
- 1967 : Zoku ō-oku maruhi monogatari (続大奥（秘）物語?)
- 1967 : Kyōdai jingi: Kantō aniki bun (兄弟仁義 関東兄貴分?)
- 1968 : Amadera maruhi monogatari (尼寺（秘）物語?)
- 1969 : Nippon'69: Sekkusu ryōki chitai (にっぽん’６９ セックス猟奇地帯?) +scénariste
- 1969 : Memoir of Japanese Assassinations (日本暗殺秘録, Nihon ansatsu hiroku?) +scénariste
- 1970 : Sengo hiwa, hoseki ryakudatsu (戦後秘話 宝石略奪?) +scénariste
- 1970 : Onsen konnyaku geisha (温泉こんにゃく芸者?) +scénariste
- 1971 : Kyōi no dokyumento: Nippon-yoku-jō monogatari (驚異のドキュメント 日本浴場物語?) +scénariste
- 1971 : Chōeki Tarō: Mamushi no kyōdai (懲役太郎 まむしの兄弟?)
- 1971 : Sekkusu dokyumento: Seitōsaku no sekai (セックスドキュメント 性倒錯の世界?)
- 1971 : Gendai yakuza: Chizakura san kyōdai (現代やくざ 血桜三兄弟?)
- 1972 : Mamushi no kyōdai: Chōeki jūsankai (まむしの兄弟 懲役十三回?) +scénariste
- 1972 : Mamushi no kyōdai: Shōgai kyōkatsu jūhappan (まむしの兄弟 傷害恐喝十八犯?)
- 1972 : Kogarashi Monjirō (木枯し紋次郎?) +scénariste
- 1972 : Kogarashi Monjirō: Kakawari gozansen (木枯し紋次郎 関わりござんせん?)
- 1973 : Sekkusu dokyumento: Erosu no joō (セックスドキュメント エロスの女王?)
- 1973 : Aesthetics of a Bullet (鉄砲玉の美学, Teppōdama no bigaku?)
- 1973 : Poruno no joō: Nippon sekkusu ryokō (ポルノの女王 にっぽんＳＥＸ旅行?)
- 1973 : Girl Boss : Les Étudiantes en cavale (女番長 感化院脱走, Sukeban: Kankain dassō?) +scénariste
- 1973 : Tokyo-Séoul-Bangkok (東京＝ソウル＝バンコック?) +scénariste
- 1974 : Jīnzu burūsu: Asu naki buraiha (ジーンズブルース 明日なき無頼派?) +scénariste
- 1974 : Karajishi keisatsu (唐獅子警察?)
- 1974 : Gokudō vs Mamushi (極道ＶＳまむし?) +scénariste
- 1974 : Andō-gumi gaiden: Hitokiri shatei (安藤組外伝 人斬り舎弟?)
- 1974 : Datsugoku Hiroshima satsujinshū (脱獄広島殺人囚?)
- 1975 : Mamushi to aodaishō (まむしと青大将?)
- 1975 : Bodo shimane keimusho (暴動島根刑務所?)
- 1975 : Bōryoku kinmyaku (暴力金脈?)
- 1975 : Gokudō shachō (極道社長?) +scénariste
- 1976 : Jitsuroku gaiden: Ōsaka dengeki sakusen (実録外伝 大阪電撃作戦?)
- 1976 : Crazed Beast (狂った野獣, Kurutta yajū?) +scénariste
- 1976 : Okinawa yakuza sensō (沖縄やくざ戦争?)
- 1976 : Bakamasa horamasa toppamasa (バカ政ホラ政トッパ政?) +scénariste
- 1977 : Yakuza sensō: Nihon no don (やくざ戦争 日本の首領?)
- 1977 : Nihon no jingi (日本の仁義?) +scénariste
- 1977 : Nihon no don: Yabohen (日本の首領 野望篇?)
- 1978 : Inubue (犬笛?)
- 1978 : Nihon no don: Kanketsuhen (日本の首領 完結篇?)
- 1979 : Sochō no kubi (総長の首?) +scénariste
- 1979 : Sanada Yukimura no bōryaku (真田幸村の謀略?) +scénariste
- 1980 : Saraba, wagatomo: Jitsuroku ō-mono shikei-shū-tachi (さらば、わが友 実録大物死刑囚たち?) +scénariste
- 1981 : Ageinsuto: Mukai kaze (アゲインスト むかい風?)
- 1982 : Seiha (制覇?) +scénariste
- 1983 : Theatre of Life (人生劇場, Jinsei gekijō?) coréalisé avec Kinji Fukasaku et Jun'ya Satō +scénariste
- 1984 : Appassionata (序の舞, Jo no mai?)
- 1985 : Seburi monogatari (瀬降り物語?) +scénariste
- 1990 : Jotei: Kasuga no tsubone (女帝 春日局?)
- 1990 : Gekidō no 1750 nichi (激動の1750日?) +scénariste
- 1991 : Shin gokudō no onna-tachi (新極道の妻たち?)
- 1991 : Gokudō sensō: butōha (極道戦争 武闘派?)
- 1994 : Don o totta otoko (首領を殺った男?)
- 1996 : Gokudō no onna-tachi: Kiken na kake (極道の妻たち 危険な賭け?)
- 1998 : Gokudō no onna-tachi: Kejime (極道の妻たち 決着?)
- 2015 : Jidaigeki wa shinazu: Chanbara bigakukō (時代劇は死なず ちゃんばら美学考?)
- 2018 : Tajūrō jun'aiki (多十郎殉愛記?)

#### Télévision
- 1988 : Takeda Shingen  (武田信玄?) (mini-série TV)
- 1992 : Oda Nobunaga (織田信長?) (mini-série TV sur Oda Nobunaga)

### Comme scénariste
- 1964 : Kuroi tsume (江戸犯罪帳 黒い爪?) de Kōsaku Yamashita
- 1964 : Ōdeiri (大喧嘩?) de Kōsaku Yamashita
- 1964 : Kanchō (間諜?) de Tadashi Sawashima
- 1965 : Irezumi hangan (いれずみ判官?) de Tadashi Sawashima
- 1965 : Matatabi san-nin yakuza (股旅三人やくざ?) de Tadashi Sawashima
- 1965 : Harudanji, le maître de l'amour (色ごと師春団治, Irogotoshi Harudanji?) de Masahiro Makino
- 1965 : Ōsaka dokonjō monogatari: Doerai yatsu (大阪ど根性物語 どえらい奴?) de Norifumi Suzuki
- 1966 : Zoku hana to ryū: Dōkai wan no kettō (続花と龍 洞海湾の決斗?) de Kōsaku Yamashita
- 1967 : La Légende des yakuzas : Sueur de l'épée (日本侠客伝 白刃の盃, Nihon kyōkakuden: Shiraha no sakazuki?) de Masahiro Makino
- 1967 : Isshin Tasuke: Edokko matsuri (一心太助 江戸っ子祭り?) de Kōsaku Yamashita
- 1969 : Onna shikaku manji (おんな刺客卍?) de Kōsaku Yamashita
- 1970 : Sanhiki no mesu hachi (三匹の牝蜂?) de Motohiro Torii (ja)
- 1971 : Bakuto kirikomi-tai (博徒斬り込み隊?) de Jun'ya Satō
- 1974 : Bōhachi bushidō samurai (忘八武士道 さ無頼?) de Takashi Harada
- 1981 : Bōkensha kamikaze (冒険者カミカゼ?) de Ryūichi Takamori (ja)
- 1981 : Moeru yūsha (燃える勇者?) de Tōru Dobashi
- 1987 : Tokyo Bordello (吉原炎上, Yoshiwara enjo?) de Hideo Gosha
- 1988 : Anego (姐御?) de Ryūichi Takamori (ja)
- 1989 : Shōgun Iemitsu no ranshin : Gekitotsu (将軍家光の乱心 激突?) de Yasuo Furuhata
- 1991 : Don ni natta otoko (首領になった男?) de Yasuo Furuhata
- 1998 : Ren'nyo monogatari (蓮如物語?) d'Osamu Kasai (ja)
- 1999 : Gokudō no onna-tachi: Akai satsui (極道の妻たち 赤い殺意?) d'Ikuo Sekimoto (ja)
- 2000 : Gokudō no onna-tachi: Ribenji (極道の妻たち リベンジ?) d'Ikuo Sekimoto (ja)

## Distinctions
Sauf indication contraire, les informations mentionnées dans cette section peuvent être confirmées par la base de données cinématographiques IMDb,  présente dans la section « Liens externes ».

### Récompenses
- Prix des nouveaux réalisateurs de la Directors Guild of Japan pour Yakuza (893) gurentai en 1966[3]
- Prix spécial du président du jury aux Japan Academy Prize en 2020[8]
- Prix spécial lors des prix du film Mainichi en 2023[9]

### Sélection
- Berlinale 1985 : en compétition pour l'Ours d'or avec Seburi monogatari[5]